# Макмаффин
Макма́ффин — семейство сэндвичей к завтраку, на протяжении почти полувека предлагаемого (строго на завтрак) посетителям международной сети фаст-фуд McDonald’s. Первым и базовым в семействе стал макмаффин с яйцом, ставший своеобразной альтернативой яйцам Бенедикт (английский маффин, ветчина, яйцо, голландский соус).

## Описание блюда
В США и Канаде стандартный макмаффин традиционно состоит из ломтиков ветчины (канадский бекон) и американского сыра в сочетании с поджаренном на гридле яйцом, которому придаётся круглая форма. Всё это подается на английском маффине, который предварительно слегка поджаривается и смазывается сливочным маслом.

## История
Рецепт сэндвича с яйцом от McDonald’s в 1972 году впервые предложил Херберт «Херб» Питерсон (Санта-Барбара, Калифорния), владелец франшизы McDonald’s и большой поклонник яиц Бенедикт. В дальнейшем Петерсон ознакомил с новым рецептом тогдашнего президента компании Рэя Крока, который счёл концепцию сэндвичей к завтраку шагом к открытию нового сегмента рынка. Первые официальные продажи блюда под авторизованным названием the Egg McMuffin начались в Бельвилле (штат Нью-Джерси) в том же 1972 году.

## Интересные факты
- 2 марта в США отмечают Национальный день Egg McMuffin[5]